# Gaston Jacquet
Gaston Émile Marius Jacquet (14 de agosto de 1883 — 28 de janeiro de 1970) foi um ator francês. Gaston Jacquet nasceu em Ardèche, França e faleceu em Thônex, Suíça